# Salmo dentex
Salmo dentex (лат.) — вид лососёвых рыб из рода благородных лососей (Salmo). Ареал — юго-восточная Европа: (Хорватия, Босния и Герцеговина, Черногория, Албания, Греция, Косово, Македония). Встречается в озёрах и равнинных реках. Пресноводная, демерсальная (ведёт придонный образ жизни). Латинское название можно перевести «зубатая форель (лосось)».